# Гудвин, Эндрю (певец)
Эндрю Гудвин (англ. Andrew Goodwin; 1979, Сидней, Австралия) — австралийский оперный певец (тенор).

## Биография
Родился в Сиднее (Австралия). Учился игре на скрипке с 5 лет. Во время обучения пению в хоре сиднейского Кафедрального собора св. Андрея, кроме игры на скрипке, стал также учиться игре на фортепиано и органе. Родители Эндрю, преподаватели в школе, увлекались классической оперой, а отец коллекционировал оперные записи на пластинках. После внезапной смерти отца Эндрю забросил музыку почти на год, увлёкся серфингом и даже подрабатывал официантом. Позже он встретил своего бывшего преподавателя по фортепиано.
В 1999 году, следуя совету своего преподавателя, поступил в Санкт-Петербургскую государственную консерваторию имени Н. А. Римского-Корсакова. В 2005 году окончил её вокально-режиссёрский факультет (класс профессора Льва Морозова).

## Оперная карьера
Выступает в престижных залах России. Регулярно сотрудничает с академическим симфоническим оркестром Санкт-Петербургской филармонии имени Д. Д. Шостаковича.

### Оперный репертуар
В театре Санкт-Петербургской консерватории исполнил партию Ленского («Евгений Онегин» П. Чайковского).
В январе 2006 года дебютировал в Австралийской опере (Сидней) в партии Фентона («Фальстаф» Дж. Верди), где затем исполнил следующие партии: Бельмонт («Похищение из сераля» В. А. Моцарта), Дон Оттавио («Дон Жуан» В. А. Моцарта), Янек («Средство Макропулоса» Л. Яначека), Тамино («Волшебная флейта» В. А. Моцарта).
В 2006 году на мировой премьере оперы Р. Щедрина «Боярыня Морозова» исполнил партию Аввакума (Большой зал Московской консерватории, дирижёр Борис Тевлин).
В 2008 году участвовал в мировой премьере мессы Джорджа Палмера «Benedictus Qui Venit» в Сиднее.
С камерными программами выступал в Уигмор-холле в Лондоне, на фестивале «Эдинбургский фриндж» и фестивалях камерной музыки в Оксфорде и Корке (Ирландия).
Также в репертуаре следующие партии:
Леандр («Лекарь поневоле» Ш. Гуно, Международный институт вокального искусства, Тель-Авив)
Данте («Франческа да Римини» С. Рахманинова, Санкт-Петербургская консерватория)
В 2006 году дебютировал в Большом театре в партии Ленского. Эта постановка (режиссёр Дмитрий Черняков) принесла Эндрю всемирную славу. В 2010 году исполнил также партии Тамино («Волшебная флейта» В. А. Моцарта) и Альфреда («Летучая мышь» И. Штрауса).

### Концертный репертуар
Концертный репертуар включает такие произведения, как:
- кантата «Святой Николай» Б. Бриттена
- «Страсти по Иоанну» И. С. Баха
- «Te Deum» А. Брукнера
- «Семь последних слов Христа» Й. Гайдна
- Реквием, «Коронационная месса», «Короткая месса» В. А. Моцарта
- «Маленькая торжественная месса» Дж. Россини
- Месса ми-бемоль мажор Ф. Шуберта
- «Te Deum» К. Пендерецкого

Ежегодно выступает дуэтом с московским пианистом Алексеем Гориболем

## Конкурсы
Является стипендиатом многих фондов, дающих возможность совершенствовать мастерство, в том числе за пределами Австралии. Среди этих фондов — Комитет прослушиваний Австралийской оперы под патронатом Джоан Сазерленд и Ричарда Бонинга. В 2004 г., став финалистом Австралийского вокального конкурса, получил стипендию Нелли Эпт, что дало ему возможность отправиться в Международный институт вокального искусства в Тель-Авиве.
В 2004 году также завоевал I премию Международного конкурса камерного пения «Янтарный соловей».
В 2005 году — II премию (и приз за лучшее исполнение Lieder) Международного конкурса молодых оперных певцов Елены Образцовой.
В марте 2006 г. получил II премию конкурса Оперного фонда Австралии, после чего поступил в аспирантуру Королевской академии музыки.

## Личная жизнь
В молодости занимался серфингом. Теперь в свободное время играет в баскетбол. Живёт в Лондоне с женой, меццо-сопрано Марией Тимофеевой, и сыном Александром.